# República Presidencial (Chile)
La República Presidencial es un periodo de la historia de Chile que se extendió entre el 18 de septiembre de 1925 —cuando se aprobó la constitución de 1925, bajo el gobierno de Arturo Alessandri Palma— y el 11 de septiembre de 1973 —cuando se produjo el derrocamiento del gobierno de la Unidad Popular del presidente Salvador Allende—. Durante este período se produjo un profundo cambio en el modelo económico, que pasó a concentrarse en la industrialización orientada al mercado interno, así como importantes modificaciones en la estructura social.

## Inicios y anarquía
Una vez que Arturo Alessandri Palma obtuvo la aprobación de la nueva constitución, se vio enfrascado en una agria polémica con su entonces popular ministro de defensa, el coronel Carlos Ibáñez del Campo. Alessandri había vuelto del exilio con el fin de dar término a su período presidencial. La reforma de la constitución lo había convencido de la necesidad de presentar un candidato único a la presidencia de la república. Pese a lo anterior, las ambiciones personales de Ibáñez pesaron, y él —en contra de la opinión de su presidente— apoyó un manifiesto de varios partidos políticos que apoyaba su propia candidatura. Ante estos hechos, y dado que parecía una candidatura oficial, el gabinete renunció en plena polémica.
Frente a esta situación Ibáñez presionó al presidente recordándole que sólo podría gobernar emitiendo decretos con su firma, ya que era el único ministro del gabinete. Pese a que era técnicamente correcto, Alessandri no soportó la extorsión, designó a Luis Barros Borgoño como Ministro del Interior, y renunció por segunda vez a la presidencia el 2 de octubre de aquel año.

### Emiliano Figueroa Larraín (1925-1927)
Por un acuerdo entre partidos, tras la renuncia de Alessandri fue elegido para sucederlo Emiliano Figueroa Larraín, que heredó de su antecesor al ministro de defensa, coronel Ibáñez del Campo. Éste ejerció una considerable influencia sobre el presidente, y posteriormente regularizó esa influencia haciéndose nombrar ministro del Interior.
Durante su gobierno se creó la Contraloría General de la República. Se intentó el desarrollo del Norte Grande, se inició la elaboración del Código del Trabajo de Chile. Por lo demás, su mandato suele ser considerado una de las etapas más estériles de la Historia de Chile.
La presión sobre el presidente se acentuó cuando Ibáñez extendió sus presiones políticas sobre el Poder Judicial, llegando a vejar la investidura del presidente de la Corte Suprema, Javier Ángel Figueroa, hermano del presidente de la República. Esto causó la renuncia de Figueroa.
En las elecciones subsiguientes, Ibáñez fue el único candidato presidencial, con lo cual obtuvo el 98 % de los votos.

### Carlos Ibáñez del Campo (1928-1931)

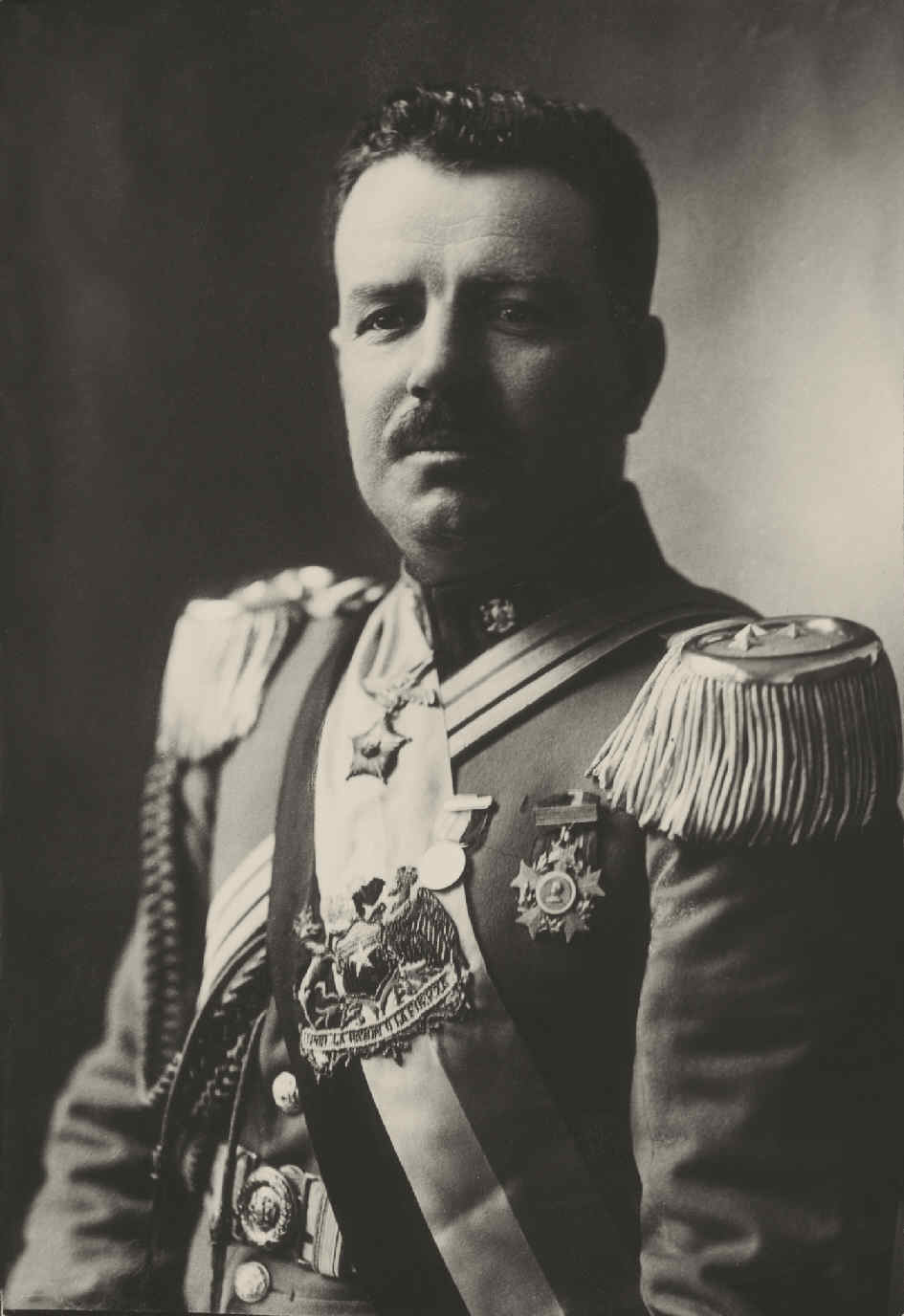
El general Carlos Ibáñez del Campo.

El gobierno de Carlos Ibáñez del Campo fue muy popular mientras la economía anduvo bien, cosa que no duró mucho tiempo. Su gobierno siempre tuvo pretensiones de ser fuerte y nacional. No le desagradaba la comparación con Mussolini y durante su periodo ejerció el poder con fuerza.
Se establecieron restricciones a la prensa, unos 200 políticos fueron relegados o expulsados (entre ellos Alessandri), se declaró la ilegalidad del Partido Comunista, se fundó el cuerpo de Carabineros de Chile, y se atacó violentamente a los anarquistas y al movimiento obrero. El Congreso y los partidos actuaron sumisamente ante estos hechos, y se le delegaron grandes facultades por medio de los decretos con fuerza de ley o D.F.L.. Ibáñez había encontrado en su Ministro de Hacienda, Pablo Ramírez, el apoyo que buscaba.
Uno de los acontecimientos más interesantes de la Historia de Chile se dio durante su gobierno, ya que en 1929 el general solicitó a los partidos listas de los candidatos al Congreso Nacional, con el fin de dirimir él las candidaturas, para que no hubieran elecciones. Se encerró con las listas debidamente remitidas en las Termas de Chillán, un centro de descanso, y allí eligió a los miembros de ambas cámaras del Congreso. Esta legislatura tuvo desde ahí el apelativo de Congreso Termal.
Su gobierno fue enérgico mientras contó con el apoyo económico que daba la estabilidad mundial. Gracias a esto pudo emprender grandes obras y reformas. En materia de obras públicas, se realizaron grandes canales, desagües, puentes, prisiones, puertos, la fachada sur del Palacio de La Moneda, el Palacio presidencial de Cerro Castillo, en Viña del Mar, etcétera. En materia institucional reunió a las policías locales en el cuerpo de Carabineros de Chile (1927), la policía nacional, además de crear la Fuerza Aérea, y las empresas LAN Chile (aviación) y COSACH (salitre). En materia internacional, Chile y Perú resolvieron la pugna pendiente por las provincias de Tacna y Arica por medio del Tratado de Lima, que le otorgó la primera al Perú y la segunda a Chile, más el pago de una compensación económica.
Pese a sus logros, los intentos de derrocarlos son inevitables para cualquier dictador. Un informe secreto de miembros de la cancillería chilena informó de una reunión de complotados que incluía a Alessandri, el coronel Marmaduke Grove y dos personas más. Esto provocó su relegación a la Isla de Pascua. En septiembre de 1930 otro intento de golpe se produjo en Concepción, pese a que fue totalmente sofocado.
Ibáñez no fue derrotado por un golpe de Estado sino por la crisis económica mundial. El efecto del crack de la Bolsa de Nueva York se sintió en Chile con un buen período de distancia. Recién a finales de 1930 se empezó a vivir las primeras restricciones, que anunciarían una de las crisis más graves de la historia de Chile. El precio del salitre y del cobre se derrumbaron, mientras que Estados Unidos y naciones europeas imponían altos impuestos a la importación de productos. El desempleo en las minas del norte alcanzó en pocas semanas a varias decenas de miles de personas. En 1931 se cortó el flujo de crédito internacional, dejando virtualmente en la bancarrota al estado. 
La reacción del gobierno, cualesquiera que fuera, era inoperante ante una crisis de esta magnitud. Pese a que se elevaron los impuestos a las exportaciones (71%) y que se estableció restricción a la salida de divisas, Ibáñez fue incapaz de mantener los pagos externos, mientras que las importaciones se tragaron el oro de las reservas. El 13 de julio se designó un Gabinete de Salvación Nacional con Pedro Blanquier y Juan Esteban Montero. La combinación fue fatal, puesto que mientras Blanquier desvelaba el catastrófico estado de las finanzas, Montero levantaba la censura con la consecuente reacción del público. 
Los estudiantes de las universidades de Chile y la Católica se tomaron las calles; los colegios médicos y de abogados se sumaron; la represión policial no se hizo esperar y llegaron a matar a más de diez personas. Eso fue el punto final de Ibáñez. Ante los hechos consumados, renunció el 26 de julio, asumiendo la presidencia el presidente del Senado Pedro Opazo y partió Ibáñez al exilio al día siguiente. Opazo renuncia y el Congreso proclama entonces presidente al recién asumido Ministro del Interior Juan Esteban Montero.

### Juan Esteban Montero (1931-1932)
Montero poco podía hacer ante esta grave situación. Se establecieron comités de ayuda a la cada vez más grande masa de cesantes que empezaron a emigrar a las ciudades. 
Montero acepta la candidatura presidencial para las elecciones de octubre de ese año, para asumir en diciembre oficialmente.
Para ser candidato debe dejar el cargo en manos de su ministro Manuel Trucco Franzani, quien debe enfrentar la grave situación de la Sublevación de la Escuadra.
Mientras tanto Alessandri había regresado a Chile y se inició la carrera por la presidencia entre Alessandri y Montero, de la cual salió triunfador Montero (64% de los votos el 4 de octubre de 1931).
Tras la sublevación y el prematuro Motín del Norte Grande quedó de manifiesto la debilidad del gobierno. Al poco tiempo se descubrieron dentro de un plazo muy breve varias intentonas golpistas que fueron sofocadas. Finalmente los intentos llegaron a puerto y, en la tarde del 4 de junio de 1932 aviones que partieron de la base aérea de El Bosque atemorizaron al gobierno reunido en La Moneda, que renunció en pleno. Ante estos hechos se ocupó el poder y los líderes de la revuelta, Marmaduke Grove, Carlos Dávila y Eugenio Matte, proclamaron la República Socialista de Chile y el fin del capitalismo.
Montero aprueba la ley de "Autonomía Universitaria" en el año 1931.

### La República Socialista (1932)

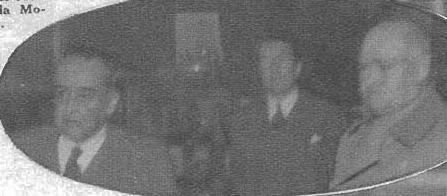
Juan Esteban Montero (a la izquierda) a punto de desalojar la Moneda tras el Golpe de Estado, lo acompaña su aliado Carlos Vergara Montero.

Los acontecimientos eran frenéticos. La Junta que gobernaba la República Socialista disolvió el Congreso, ordenó a la Caja de Crédito Popular (la Tía Rica) la devolución de los bienes dejados en prenda y decretó tres días de feriado bancario seguido de fuerte restricciones. La Junta como tal no duró ni dos semanas, ya que Grove no tenía tiempo para Dávila ni este para Grove y Matte. En una acción coordinada, el 16 de junio Dávila asaltó el Palacio y desterró a Grove y Matte a Isla de Pascua. El gobierno de Dávila, que se designó presidente provisional el 8 de junio, duró apenas 100 días. El verdadero árbitro de los acontecimientos, el Ejército no estaba dispuesto para las quimeras socialistas de Dávila en materia económica, y bajo circunstancias parecidas, el 13 de septiembre Dávila traspasó el poder a su Ministro del Interior, el ibañista general Guillermo Blanche Espejo. Este último terminó igual que sus predecesores, al dar largas al asunto de la elección presidencial, y ante el amotinamiento de las guarniciones de Antofagasta y de Concepción entregó el poder al presidente de la Corte Suprema de Chile, Abraham Oyanedel Urrutia, quien convocó a elecciones.
Ante esta disyuntiva los votantes recordaron al único de los candidatos cuyo nombre ofrecía estabilidad y retorno a un gobierno civil: Alessandri. Éste obtuvo el 54 % de los votos, aunque hay que destacar que el todavía relegado coronel Marmaduke Grove obtuvo un no despreciable segundo lugar con el 18 % de los votos.

### Arturo Alessandri Palma  (1932-1938)

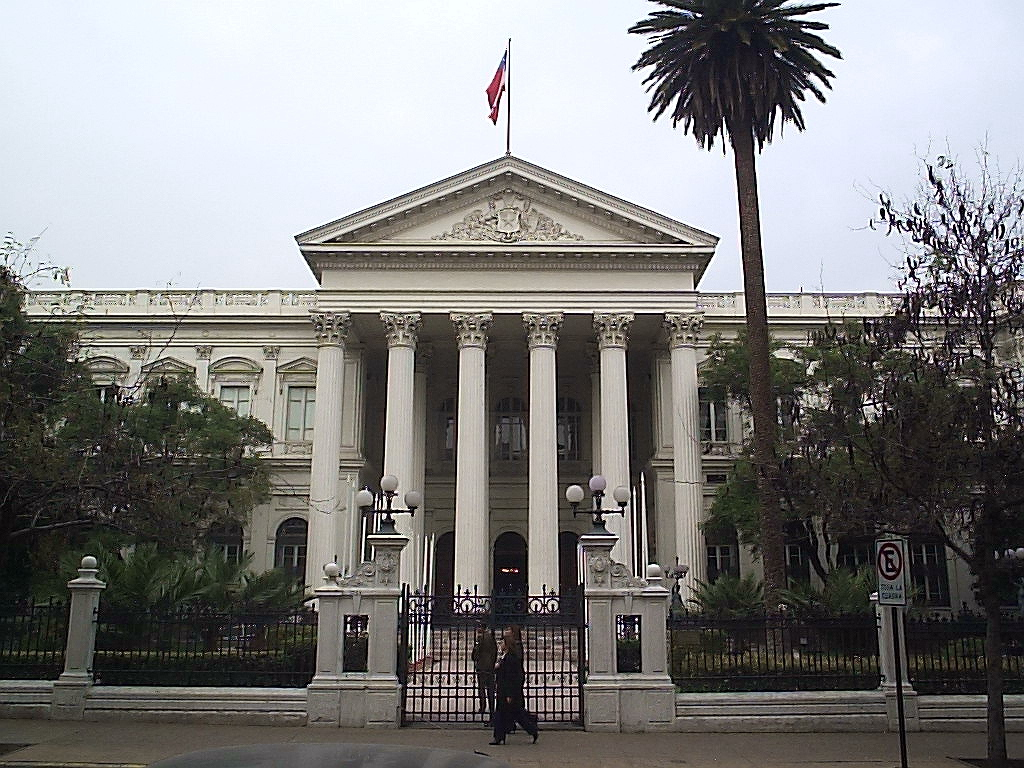
Sede del Congreso Nacional hasta 1973.

La segunda presidencia de Arturo Alessandri Palma se inició bajo el objetivo de restablecer la tranquilidad. 
Las Fuerzas Armadas, ya estructuradas en el Ejército, Armada y Fuerza Aérea, fueron mantenidas a raya y dentro de sus cuarteles. Se profesionalizó a la Policía estableciendo una fuerza militarizada (el Cuerpo de Carabineros) y otra civil (la recién creada Policía de Investigaciones) que cumplían diferentes especies de trabajo
En el área política, por fin se estableció con claridad un esquema tradicional, llamado en Chile de los tres tercios. Por un lado se encontraban los tradicionales partidos Conservador y Liberal, que representaban el sentir de la derecha política. Al centro se encontraba el cada vez más fuerte Partido Radical, que capitalizaba el hecho de encontrarse ante una clase media cada vez más grande. A la izquierda del espectro, y gracias principalmente a la República Socialista, se creó en 1933 el Partido Socialista de Chile (secular y marxista). A su lado se encontraba el Partido Comunista, que pese haber sufrido defecciones producto de la escisión de Trotski de la línea del comunismo soviético, se mantenía como un partido revolucionario y obrero. 
Otros dos partidos tomaban lugar dentro de este esquema: el Partido Nacista, dirigido por Jorge González von Marées, como partido fascista con sus implicancias; y la Falange Nacional (1938) creado por social conservadores bajo el alero de las encíclicas sociales de la Iglesia católica, y dirigidos por un joven Eduardo Frei Montalva.
Durante su gobierno, Alessandri utilizó la fuerza con vehemencia en los casos en que la juzgó necesaria. Por tratarse de un gobierno que se encontraba ante la reconstrucción económica después de una grave crisis social, las revueltas y agitaciones no se hicieron esperar. Con poco tino, Carabineros asesinó a más de 100 campesinos en la Masacre de Ránquil, en la provincia de Cautín. Utilizó a su vez los estados de emergencia con más habitualidad que otros presidentes, ayudado por una fortísima Ley de Seguridad del Estado, con el fin de reprimir desde cualquier ángulo la oposición al gobierno.
Pese a lo anterior, sus logros se centraron en la reconstrucción económica. Se establecieron impuestos proteccionistas con el fin de evitar la entrada de productos extranjeros y favorecer la industria nacional, gracias al trabajo de su Ministro de Hacienda Gustavo Ross. Se establecieron fuertes beneficios tributarios para la construcción, con el fin de fomentar obras de gran envergadura. Se construyó el Barrio Cívico, el Estadio Nacional y otras grandes obras. Utilizando instrumentos heredados de la República Socialista, se evitó las alzas desmedidas de precios de los trabajadores urbanos. Se redujo la desmedida deuda pública evitando el pago de los intereses acumulados desde el default de 1931 y con la compra a bajo precio de los bonos que redujo la deuda en un 31%.
En 1937 se había recuperado los índices de producción de 1929. Se producía una gran cantidad de productos, se satisfacía gran parte de la demanda interna y se estructuró el "Gran Estado" con la creación de un Banco Central. 
Ante este panorama se presentaba la elección presidencial de 1938. Por un lado, la política asumida por la Internacional Comunista promovía la creación de Frentes Populares en contraposición de los gobiernos fascistas, acercó a los comunistas con los socialistas y radicales, que en una convención eligió a Pedro Aguirre Cerda como candidato único de la izquierda. Por el otro lado, liberales y conservadores eligieron al hábil pero impopular Ministro de Hacienda Gustavo Ross, motejado de ministro del hambre, por sus opositores. 
Un tercer e inesperado postulante apareció en los finales de la campaña: el general Ibáñez. Éste encontró apoyo dentro de socialistas renuentes a una coalición con los comunistas, y particularmente, en los nacistas de González von Marées. La pelea por la presidencia se veía difícil. Sin embargo un hecho inesperado puso de cabezas la campaña. Jóvenes nacistas intentaron provocar un golpe de Estado, atrincherándose en los edificios de la Universidad de Chile y del Seguro Obrero, lo que desembocó en la Masacre del Seguro Obrero que removió el esquema político. Ibáñez se retiró de la campaña y llamó a votar por el Frente Popular, en contra del candidato de Alessandri, Gustavo Ross. 
La elección del 25 de octubre de 1938 dio como resultado el estrecho triunfo del Frente Popular (50,2 %) sobre el candidato de la alianza de derecha Ross (49,3 %). Chile había elegido al único gobierno de Frente Popular fuera de Europa.

## Los Gobiernos Radicales (1938-1952)
El Partido Radical chileno tenía su base ideológica en los principios igualitarios de la Revolución francesa. Sus base de actuar política se centraba en sus postulados de libertad, igualdad, solidaridad, participación y bienestar. Nacido a mediados del siglo XIX como una respuesta a la alternancia liberal conservadora en los gobiernos de Chile, se encargó de representar de la mejor forma a la naciente clase media, surgida en base al desarrollo económico y el crecimiento del Estado. Su triunfo como coalición en el Frente Popular lo llevó a la cima del poder, pese a que a lo largo de su gobiernos sus coaliciones fueron débiles y no tendieron a durar.

### Pedro Aguirre Cerda (1938-1941)

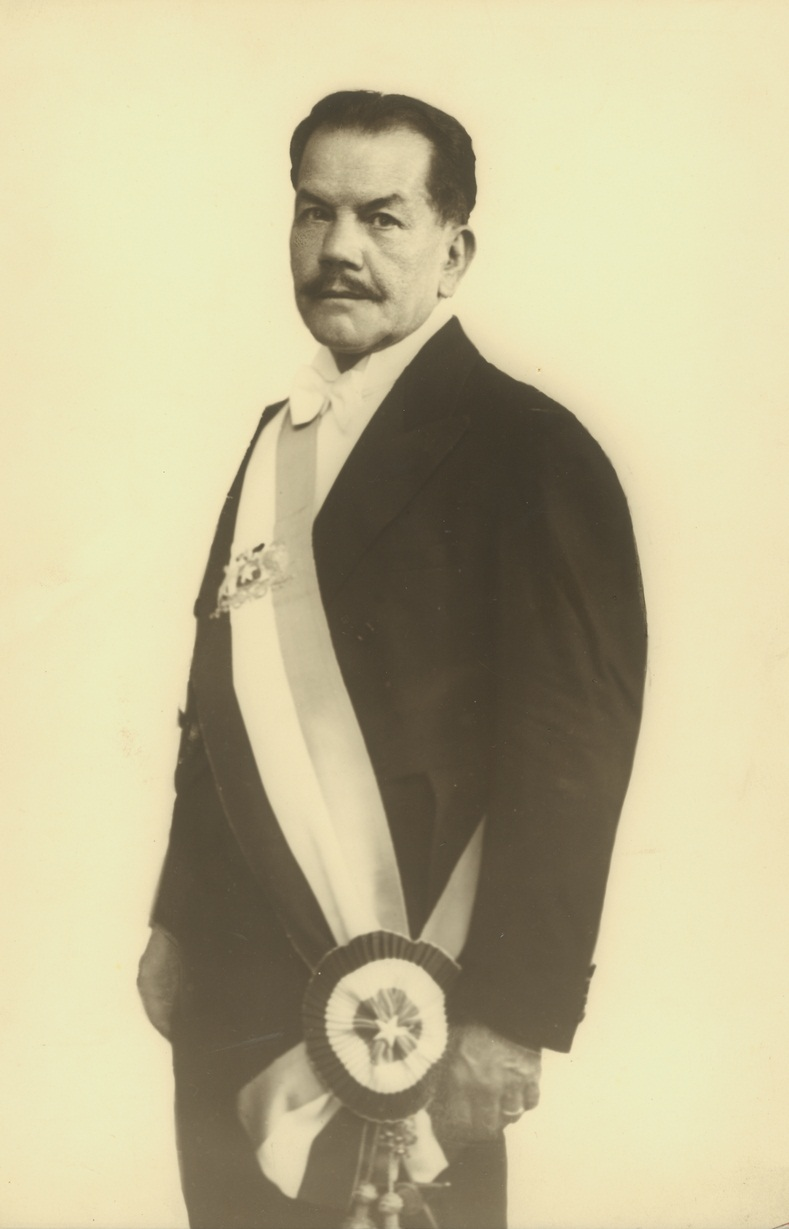
El Presidente Pedro Aguirre Cerda.

El primer presidente radical, Pedro Aguirre Cerda era un ejemplo de la clase que representaba: profesor y abogado de la Universidad de Chile, era un emergente ejemplo de los hijos crecidos bajo el espacio del Estado Benefactor. Su elección, en la que gravitó fuertemente la Masacre del Seguro Obrero, nunca fue muy fuerte.
El principal efecto de la Segunda Guerra Mundial en Chile fue el quiebre de la coalición por la denuncia ordenada por Moscú de los frentes populares en cumplimiento del Pacto de no agresión nazi-soviético de 1939. El gobierno careció de apoyo para sacar adelante sus grandes promesas de campaña, aunque con la invasión alemana a la Unión Soviética los comunistas dejaron de lado sus reticencias y se sumaron al gobierno.
Sin embargo, el principal apoyo a la industrialización chilena provino de una desgraciada ayuda. En la noche del 24 de enero de 1939, con epicentro en la ciudad de Chillán se produjo un violento terremoto que desoló todo el sector central del país. Se estima que más de 30 000 personas murieron aquel día y la zona quedó devastada. Grandes canales de regadío, obras públicas, puentes, edificios, escuelas y hospitales se vinieron abajo. Como medida paliativa el gobierno propuso la creación de una Corporación de Fomento de la Producción, con el objeto de crear un fondo estructural de inversión en corporación públicas o semipúblicas, encargada de ejecutar grandes empresas.
Bajo este alero se creó:
- Empresa Nacional del Petróleo (ENAP);
- Empresa Nacional de Electricidad S.A. (ENDESA)
- El Holding de la Compañía de Acero del Pacífico (CAP)
- La Industria Azucarera Nacional (IANSA), entre otras.

Se invirtieron grandes sumas de dinero en la reconstrucción de las zonas y su habilitación. Pese a lo anterior, el presidente se encontraba gravemente enfermo de tuberculosis y dimitió a comienzos de noviembre de 1941, para morir quince días después.

### Juan Antonio Ríos (1942-1946)
La coyuntura provocada por la muerte de Pedro Aguirre Cerda fue llenada por la misma coalición que llevó al poder al presidente muerto. La razón de esta segunda reunión en torno a una coalición que se hacía cada vez más volátil era la presencia de un enemigo común: el general Ibáñez. Ante estos hechos la Alianza Democrática, como se le llamó, eligió a un miembro del ala conservadora del Partido Radical como candidato a la presidencia, el abogado Juan Antonio Ríos, que venció en febrero de 1942 con el 55,93 % de los votos.
El gobierno de Ríos se convirtió en una especie de parlamentarismo, por la debilidad de sus gabinetes y su corta duración, dada la incompatibilidad de las posturas que se encontraban representados en su gobierno. Los comunistas peleaban con él por no cortar las relaciones con las naciones del Eje, mientras que la derecha lo acusaba de ser débil con la izquierda. Al mismo tiempo los socialistas no lo apoyaban por ser demasiado condescendiente con los empresarios y no promover legislación obrera. El mismo Partido Radical le presentó en 1944, una serie de propuestas que para él resultaron inadmisibles:
- Romper con la España franquista (había roto las relaciones con los países del Eje Roma-Berlín-Tokio en enero de 1943 y finalmente declaró la guerra a Japón);
- Reconocimiento de la Unión Soviética; y
- Un gabinete totalmente radical.

El rechazo de Ríos a aceptar estas condiciones provocó la salida de la totalidad de los radicales del gobierno, dejando al presidente sin partido. Producto de estas graves y profundas divisiones interinas, no fue de extrañar que la oposición derechista obtuviera grandes avances en las elecciones parlamentarias celebradas en 1945. Esto significó una debacle muy significativa para los partidos comunista y socialista que bajaron sustancialmente en sus votos y quedaron casi excluidos del Congreso. Por otro lado, los radicales sufrieron una baja limitada, mientras que el descontento con la incapacidad del gobierno y los partidos los capitalizó la derecha.
Tras la enfermedad del presidente Ríos, asume Alfredo Duhalde, mientras este ejercía un hecho que oscureció aún más la situación fue la represión policial durante unos disturbios en la Plaza Bulnes, en represalia a estos hechos parte del gabinete renunció, y el comunismo se alejó de los seguidores de Juan Antonio Ríos para siempre, Duhalde ejerció como vicepresidente hasta la muerte del presidente el 27 de junio de 1946.
A pesar de los problemas y de la polarización del partido gobernante las mayores obras de este período fueron:
- El Premio Nacional de Literatura de Chile.
- La Ciudad del Niño Presidente Ríos.
- El Plan de Electrificación Nacional con la Endesa (Chile).
- La Reforma que le dio las atribuciones de identificación al Servicio de Registro Civil e Identificación de Chile.
- La Compañía de Acero del Pacífico.
- La prospección de petróleo en Magallanes.

y bastantes obras públicas.

### Gabriel González Videla (1946-1952)

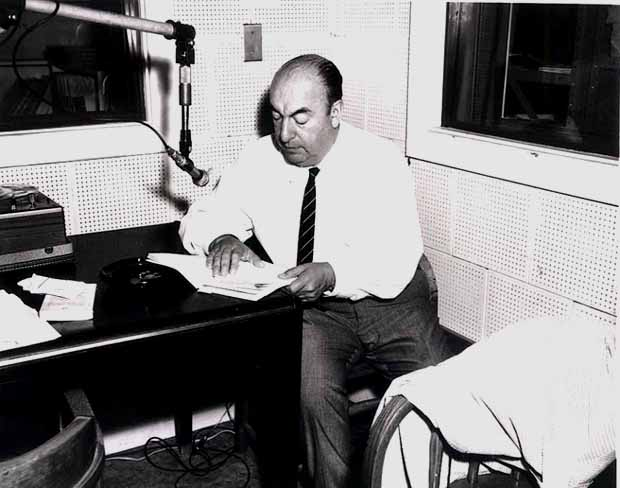
El entonces senador Pablo Neruda.

Por segunda vez en cinco años, Chile concurrió a las urnas para elegir presidente. A la contienda electoral concurrieron Gabriel González Videla por el Partido Radical, el doctor Eduardo Cruz-Coke por el Partido Conservador, Bernardo Ibáñez por el Partido Socialista y Fernando Alessandri Rodríguez por el Partido Liberal. 

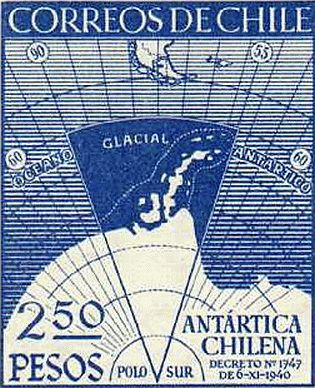
Estampilla conmemorativa de la declaración sobre la Antártica Chilena.

La nueva candidatura de la coalición entre los radicales, representados por un miembro de su ala izquierdista, como era González Videla, con los comunistas fue a costa de una unión pública y notoria. El senador comunista y poeta Pablo Neruda dirigió la campaña de González y sus públicos anuncios de confraternidad fueron famosos: dirigiéndose al Comité Central comunista: Yo les aseguro a ustedes que no habrá poder humano ni divino capaz de romper los lazos que me unen al Partido Comunista y al pueblo. 
Esto rindió sus frutos: sacó el 40 % de los votos frente a un 29 % de Cruz Coke y un 27 % de Alessandri. El Congreso Nacional de Chile lo ratificó después de ofrecer prebendas a todos los partidos. Como consecuencia terminó con un gabinete conformado, al igual que sus predecesores, con elementos contradictorios: liberales, radicales y comunistas.
Al poco tiempo se llevaron a cabo elecciones municipales en las cuales el máximo crecimiento de un partido fue de los comunistas, que pese a ser parte del gobierno, fueron siempre sus principales críticos. Los liberales, al ver que el máximo crédito se lo llevaban los comunistas se retiraron del gobierno. Ante esta perspectiva, mirado en el contexto de la guerra fría, González decidió dejarlos fuera del gobierno, volviendo a la oposición, siendo éste su mejor y más efectivo lugar de lucha política. 
Al poco tiempo graves incidentes instigados por dirigentes comunistas vieron la luz. En Santiago, en junio de 1947 se provocaron incidentes por una huelga en el transporte urbano que terminó con varios muertos y el estado de sitio aplicado en la capital. El segundo, y mucho más grave episodio, se produjo en agosto y en octubre del mismo año en las minas de carbón del sur, donde se declararon sendas huelgas que pusieron en jaque al gobierno. Sólo el propio viaje del presidente pudo salvar la situación, ante sindicatos dirigidos por comunistas. De la misma manera, unos días después, los sindicatos de la mina de Chuquicamata se declararon en huelga. González sintió que el ambiente se estaba volviendo cada vez más enrarecido y utilizó con mayor severidad las leyes de emergencia.
Finalmente, ante la presión de los Estados Unidos, y con el apoyo de los demás partidos, salvo una facción falangista y socialista, se dictó una severa Ley de Defensa Permanente de la Democracia (conocida como Ley Maldita), que puso al Partido Comunista fuera de la Ley y eliminó a más de 20 000 personas de los registros electorales. Se reabrió el campamento de prisioneros en Pisagua (utilizado durante la dictadura de Ibáñez y reutilizado después en la dictadura de Pinochet), aunque no se fusiló a ningún detenido. Prominentes comunistas como el entonces senador Pablo Neruda tuvieron que huir al exilio. 
Varias protestas siguieron a esta situación, con la intención de generar un estallido social parecido al Bogotazo, pero una fuerte presencia policial y militar lo impidió. Esto no dejó al gobierno sin problemas, ya que un complot militar de derecha, conocido como el Complot de las patitas de chancho puso de manifiesto la inestabilidad política a la que se precipitaba el país. Por último, una severa política de austeridad llevada a cabo por el Ministro de Hacienda Jorge Alessandri a comienzos de 1950 produjo masivas protestas que esfumaron lo que le quedaba de capital político. 
Los logros más destacados de este período son:
- La plena incorporación de la mujer a la vida política, obteniendo la plenitud del derecho a voto;
- La total remodelación de la ciudad de La Serena
- El desarrollo de una fuerte política antártica con la determinación del Territorio Antártico Chileno
- La creación de la Universidad Técnica del Estado en Santiago
- La determinación en conjunto con Perú y Ecuador de las 200 millas de Zona Económica Exclusiva.

## El nacimiento de la política de masas (1952-1964)
El período histórico chileno comprendido entre la segunda elección de Carlos Ibáñez del Campo y la asunción a la presidencia de Eduardo Frei Montalva comprende una época de transición política económica. 
En efecto, producto de las políticas proteccionistas de los gobiernos radicales y sus predecesores, se desarrolló una variada (pero no muy fuerte) industria nacional. Esto provocó un cambio profundo en la estructura económica del país, puesto que por primera vez la agricultura dejó de ser el mayor sector productivo, en beneficio de la minería, la industria y un primitivo sector de servicios. 
Por otra parte, la elección presidencial de 1952 presentó un claro esquema político dividido en tres sectores bastante claros, en particular con el surgimiento de un gran partido de centro, como el Partido Demócrata Cristiano, que aglutinó a un amplio espectro de personalidades. Además, por primera vez las mujeres participaron en igualdad de condiciones con los hombres al momento de emitir su voto al igual que en la oportunidad de ser candidatas a cualquier cargo de elección popular.

### Carlos Ibáñez del Campo (1952-1958)

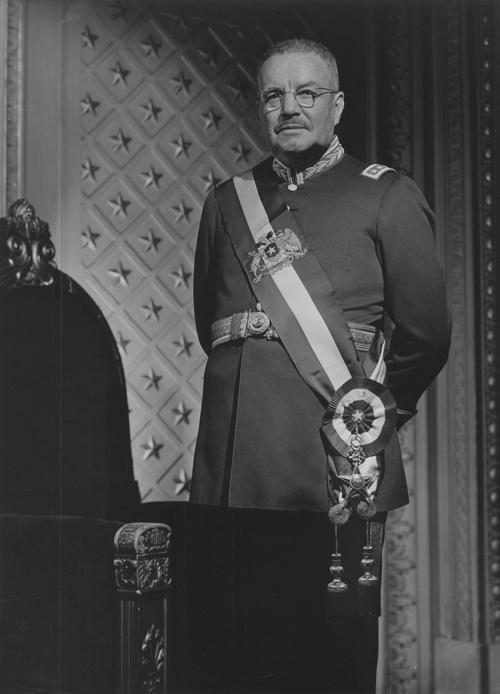
Ibáñez del Campo durante su segundo gobierno.

Las elecciones del año 1952 se dieron en una competencia a cuatro bandas. Por un lado la coalición de los partidos Conservador y Liberal nominaron al centrista Arturo Matte, mientras que los socialistas nominaron a su senador Salvador Allende por primera vez. Los radicales apoyaron a Pedro Enrique Alfonso, y un renovado general Carlos Ibáñez del Campo se presentó nuevamente a la elección. 
Con el símbolo de la escoba para barrer la política tradicional, y con la etiqueta de independiente realizó una demoledora campaña que terminó con su triunfo, el 4 de septiembre de 1952 con el 46.8% de los votos. Asumió el mando el 4 de diciembre de aquel año.
El General de la Esperanza, como se hacía llamar, al ser independiente contaba con un gran apoyo en las instancias decisivas de la democracia. Para remediar esta situación intentó un triunfo masivo en las elecciones parlamentarias de 1953, con el fin de obtener un parlamento que le fuera favorable. Su principal apoyo político se encontraba en el Partido Agrario Laborista y, en menor medida, en los disidentes del Partido Socialistas. Su primer gabinete fue, tal como se ha visto, débil y lleno de figuras contradictorias.[cita requerida] Pese a lo anterior, obtuvo grandes avances en la elección parlamentaria, pero no le alcanzó para evitar el bloqueo que podría imponer la oposición actuando al unísono. 
En 1954 una huelga en las minas de cobre se extendió por todo el país. Ibáñez intentó revertirla con la declaración de estado de sitio, pero el Congreso no sólo no aprobó tal declaración sino que le puso término inmediatamente. Su promesa de campaña de poner fin a la inflación crónica de la economía chilena sólo se podía lograr estableciendo una congelación de salarios y precios que estancó el crecimiento económico e hizo cargar de nuevo en los trabajadores el precio de su control[cita requerida]. Su resultado fue una gran ola de incidentes. 
Inspirado en elpresidente argentino Juan Domingo Perón, se encontró con dos grupos de oficiales jóvenes reunidos en dos agrupaciones denominadas PUMA (Por Un Mañana Auspiciosa) y la Línea Recta, que le ofrecieron a Ibáñez hacerse del poder con facultades extraordinarias. [cita requerida]Sin embargo, ante su reticencia la noticia se hizo pública generando graves incidentes con los oficiales superiores de los conjurados. 
En las postrimeras de su presidencia, Ibáñez se enfrentó duramente con la Federación de Estudiantes de la Universidad de Chile (FECh), por el aumento de las tarifas del transporte. En abril de 1957 se produjeron graves incidentes que terminaron con 20 muertos y muchos más heridos. 
Por último, y ante el resultado de las elecciones complementarias, el Partido Agrario Laborista se retiró del gobierno, dejándolo virtualmente sólo. Por su lado, comunistas, socialistas y radicales organizaron un Frente de Acción Popular, con un candidato único a la presidencia de la República. En estas elecciones, el candidato de la izquierda Salvador Allende fue derrotado por el exministro de Hacienda e hijo del expresidente Arturo Alessandri Palma, Jorge Alessandri Rodríguez, por una estrecha diferencia (31,6 % a 28,9 %). Durante la confirmación del Congreso fue elegido con el apoyo de la coalición de centro derecha.

### Jorge Alessandri (1958-1964)
En 1958, por segunda vez consecutiva, el electorado chileno elegía a una figura catalogada como no política para la primera magistratura. El economista Jorge Alessandri Rodríguez, hijo del León de Tarapacá, fue elegido en una estrecha votación que no le garantizó tener un gobierno fuerte, con gran apoyo parlamentario. Por esto la importancia para el gobierno de un triunfo en las elecciones municipales del 1960 tenía gran significado. Pese a que la coalición de derecha liberal-conservadora no obtuvo el primer lugar, estaba de buen pie para enfrentar la posición obstruccionista de la oposición parlamentaria. En las elecciones parlamentarias del año siguiente su apoyo se mantuvo, y con la entrada del Partido Radical a la coalición de gobierno, el presidente estuvo por primera vez en muchos años con el control de ambas cámaras del Congreso.
Sin embargo, la naturaleza no se la hizo fácil al gobierno. Durante la festividad del 21 de mayo de 1960, cuando tradicionalmente el presidente inauguraba la legislatura ordinaria del Congreso Nacional de Chile, una serie de grandes sismos afectó a buena parte del territorio. Sin embargo lo peor estaba por venir. Al día siguiente, el 22 de mayo, pasado el mediodía, un gigantesco terremoto asoló todas las provincias australes del país, seguido de un tsunami y la explosión al unísono de a lo menos cinco volcanes. Tuvo su epicentro en Valdivia y tuvo la máxima intensidad que se registre: 9,6. 
La catástrofe era inconmensurable. Las obras públicas como diques, caminos, puentes, canales, líneas férreas, telégrafos, puertos y aeropuertos estaban destruidas. Poblaciones enteras se vieron devastadas por los efectos del movimiento terrestre, al igual que los pueblos costeros con el maremoto. Ciudades como Puerto Saavedra, Valdivia, Osorno, Puerto Montt y Ancud fueron las más afectadas. Más de 20.000 personas estaban muertas o desaparecidas y las pérdidas bordeaban los mil millones de dólares. No había hospitales ni escuelas en pie, y grandes diques causados por derrumbes (como el del Lago Riñihue) amenazaban con formar avalanchas dispuestas para arrasar lo que quedaba de las grandes ciudades río abajo. 
La respuesta ante esta catástrofe fue heroica. Miles de personas se desplazaron a reconstruir buena parte de las obras perdidas. El valle sur de la ciudad de Valdivia al igual que grandes extensiones de tierra quedaron irremediablemente inundadas, formándose o gigantescos pantanos o tragadas por el mar. La ayuda internacional no demoró en llegar, y los Estados Unidos, Cuba, Brasil, Francia, Italia y otros países se apresuraron en enviar ayuda. 
Las apremiantes necesidades económicas obligaron a aceptar parte de las condiciones impuestas por Estados Unidos y su presidente John F. Kennedy (al cual visitó el presidente Alessandri en diciembre de 1962), para que el canal de ayuda, denominado Alianza para el Progreso empezara a entregar dólares. Esto se tradujo en que un gobierno de derecha fuera el primero en promulgar una ley de reforma agraria (aunque tan débil que fue conocida como la reforma del macetero porque sólo incluía terrenos fiscales). 
Sus consecuencias para la presidencia de Alessandri fueron profundas. La inflación, controlada durante los primeros años de su gobierno gracias a una eficiente política de control de gasto y reducción del aparato del estado, se disparó con fuerza. Esto provocó una gran ola de huelgas que se extendió a lo largo de todo el año 1961, que incluyeron a mineros del cobre, profesores, médicos, bancos y puertos. Pese a que el país fue anfitrión de la VII Copa Mundial de Fútbol en 1962, el desgaste del gobierno era evidente, y los opositores no perdieron oportunidad para refregárselo. En las elecciones municipales de 1963 la coalición liberal-conservadora sufrió un fuerte retroceso, mientras que los demócratacristianos y el FRAP (socialistas y comunistas) obtenían fuertes avances. La elección presidencial de 1964 se encontraba ad portas, y los partidos se preparaban para una dura lucha.

## Revolución y democracia
Después de casi cincuenta años de funcionamiento de la Constitución Política de 1925, por primera vez entraba al escenario político un partido nuevo, con serias pretensiones de trascender en la Historia de Chile. El Partido Demócrata Cristiano inició un proceso de grandes cambios que repercutirían largamente en el país. Por su lado, en septiembre de 1970, después de cuatro intentos, llega a la presidencia de la República el primer militante de un partido de izquierda y marxista declarado izquierdista, Salvador Allende. 
La "Revolución en libertad" y la "Vía chilena al socialismo" fueron las bases programáticas que llevaron adelante los partidos y las coaliciones que la sustentaban. En materia económica significó que por primera vez se estableció una clara preponderancia de la actividad empresaria del Estado dentro de la vida económica, vía industrias ya existentes o previa nacionalización de otras (como la Gran Minería del Cobre). Por su parte, la oposición liberal-conservadora (permanentemente unida en el Partido Nacional) combatió los cambios dentro y fuera de la escena política. 
La aceleración de los procesos de cambio social, el debate, la discusión y la violencia nunca estuvieron tan presentes en la vida diaria de Chile como en el período comprendido entre 1964 y 1973, que genera apasionados debates hasta la actualidad.

### Eduardo Frei Montalva (1964-1970)
Para la campaña presidencial de 1964 se presentaron tres candidatos: Eduardo Freí Montalva fue apoyado por el Partido Demócrata Cristiano, Salvador Allende en su tercera candidatura presidencial fue apoyado por el Frap (Frente de Acción Popular) que lo integraban socialistas y comunistas, mientras que la derecha llevó como candidato al radical: Julio Duran Neumann. 
La lucha electoral se inclinaba a favor de Salvador Allende, sorpresivamente en marzo de 1964 falleció el diputado socialista: Oscar Naranjo Jara lo que motivo a aplicar lo dispuesto en la Constitución de 1925, que establecía que en caso de vacancia, renuncia o fallecimiento de un parlamentario se debía recurrir a la realización de una elección complementaria para llenar vacantes (en este caso en Curicó), y a la lucha electoral concurrió el hijo del fallecido diputado socialista llamado igual que su padre, junto a él compitieron en representación de la derecha un político conservador y por la Democracia Cristiana compitió un militante de sus mismas filas.   
Oscar Naranjo Arias: candidato socialista triunfo con un 39% de los votos sobre el candidato conservador que obtuvo un 32%, el candidato de la democracia cristiana obtuvo un 27% de las preferencias, esto hizo pensar a la derecha en un posible triunfo electoral de Allende en las elecciones presidenciales de septiembre de 1964, ante esto este sector abandono a su abanderado (Duran) y se dedicó a apoyar al candidato democratacristiano (Freí Montalva) sin ningún tipo de condiciones para evitar según ellos el peligro marxista que representaba la candidatura de Allende. 
Freí Montalva recibió indirectamente de la CIA, dinero para su campaña electoral sin que este lo supiera, Eduardo Freí Montalva proponía realizar una revolución en libertad que abarcaba planes como la chilenizacion del cobre, la profundización de la reforma agraria, la promoción popular, reformas educativas y universitarias, la creación del Ministerio de la Vivienda, la fundación de instituciones como la JUNAEB (Junta Nacional de Auxilio Escolar y Becas), la JUNJI (Junta Nacional de Jardines Infantiles), el INJUV (Instituto Nacional de la Juventud), INACAP (Instituto Nacional de Capacitación), ENTEL, (Empresa Nacional de Telecomunicaciones), además de crear Televisión Nacional de Chile (TVN) en 1969. 
En 1965 se realizaron elecciones parlamentarios que tuvieron como resultado el terremoto político para la derecha, que solo obtuvieron entre dos o tres diputados y senadores, los partidos Liberal y Conservador se unificaron en el Partido de Acción Nacional liderado por Jorge Prat que después se transformaría en el Partido Nacional. 
En 1969 se realizaron nuevamente elecciones parlamentarias donde el gran derrotado fue el gobierno de Freí Montalva que disminuyó su apoyo popular obteniendo solo 67 parlamentarios y antes habían obtenido poco más de 80 escaños en ambas cámaras, pese a que aquello representó un triunfo para la izquierda, la democracia cristiana seguía siendo el partido mayoritario en todo el país.  
En 1969 un grupo de militares se acuartelo en el regimiento Tacna de Arica para exigir mejoras salariales y la renuncia del Ministro de Defensa y del Comandante en Jefe del Ejército, el hecho fue denominado como el Tacnazo y fue liderado por Roberto Viaux, esto remeció a la opinión pública           
En 1970, el presidente Freí Montalva entregó el gobierno al candidato presidencial que triunfo en las elecciones de ese año, el militante socialista: Salvador Allende, quien fue apoyado por una coalición izquierdista denominada Unidad Popular integrada por socialistas, comunistas, radicales, grupos de acción popular e independientes, era el cuarto intento de Allende por llegar a la presidencia, obtuvo el 36,3% de los votos, seguido por Jorge Alessandri (candidato de la derecha) quien obtuvo el 34,9% de los votos y seguido luego por Radomiro Tomic (candidato de la democracia cristiana) que obtuvo un 27,0% de los sufragios totales

### Salvador Allende (1970-1973)
| Predecesor: República Parlamentaria | Periodos de la Historia de Chile 1925 – 1973 | Sucesor: Dictadura Militar |